# Specialized Bicycle Components

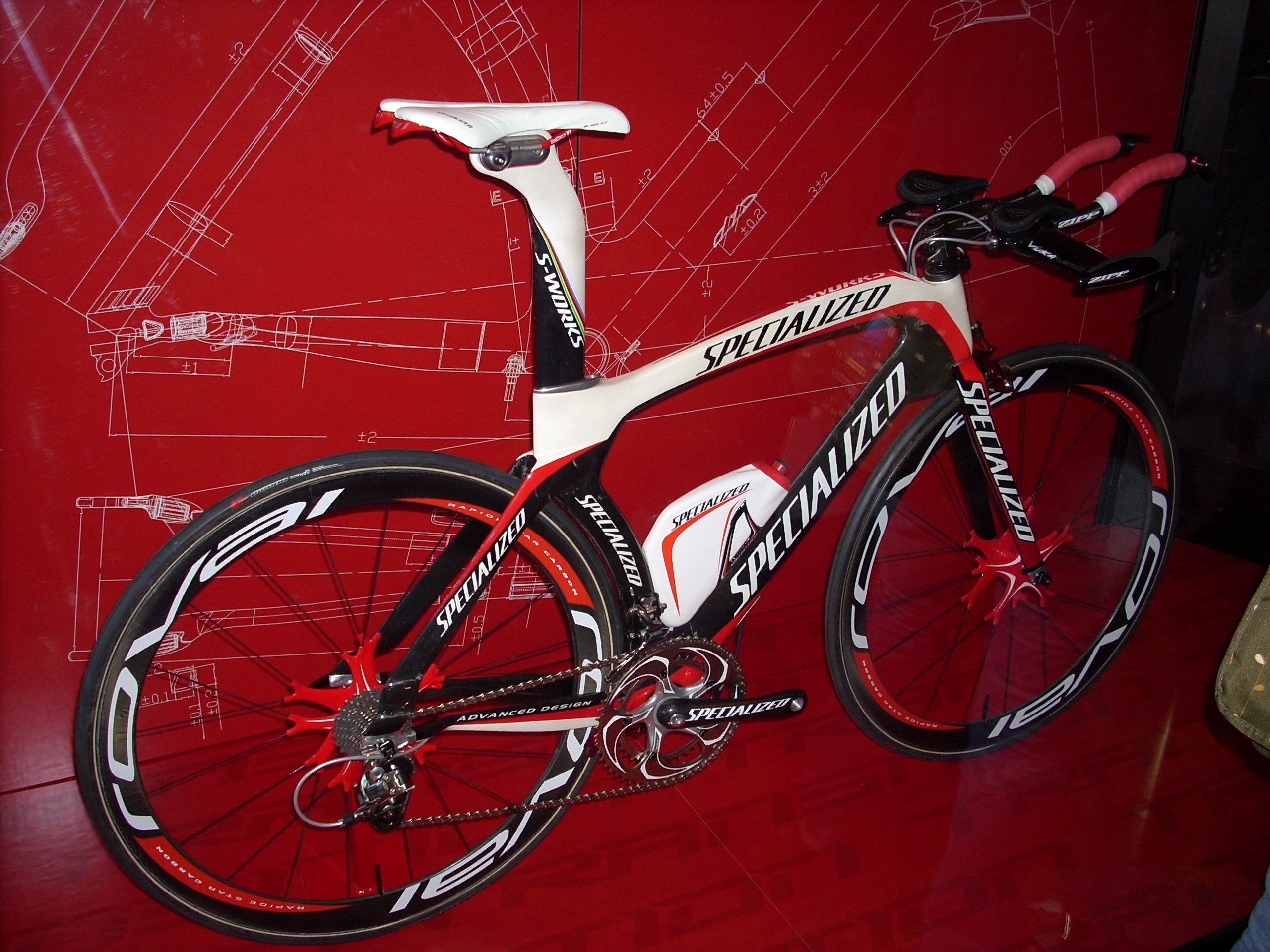
En cykel från Specialized avsedd för linjelopp eller tempolopp.

Specialized Bicycle Components är en välrenommerad cykeltillverkare som grundades år 1974 av Mike Sinyard. Den första cykelmodellen som tillverkades var Stumpjumper. Det var den första serieproducerade mountainbiken och det låga priset (jämfört med tidigare mountainbikes) gjorde det möjligt för den stora massan att prova på den nya cykelsporten. Under mer än 40 år har företaget utvecklat nya modeller och fört tekniken framåt. De är mest kända för sina mountainbikes men tillverkar även landsvägs-, racer- och BMX-cyklar.
Specialized har även gjort en tempocykel specifikt för triathlon i modellen Shiv. Denna har förbjudits av UCI (internationella cykelförbundet) då den har en vattentank inbyggd i ramen. Den finns dock även i en UCI-legal version kallad Shiv TT, då utan vattentank. 
År 2001 köpte Merida 49 procent av Specialized för rapporterade 30 miljoner USD, med dess VD och grundare Mike Sinyard kvar som majoritetsägare. 